# Гальтон, Фрэнсис
Сэр Фрэ́нсис Га́льтон (Го́лтон; англ. Francis Galton; 16 февраля 1822, Бирмингем, Уэст-Мидлендс, Англия, Великобритания, Британская империя — 17 января 1911, Хейзлмир, Суррей, Англия, Великобритания, Британская империя) — британский исследователь, географ, антрополог, психолог, статистик, основатель дифференциальной психологии и психометрики, а также основоположник учения евгеники, которое было призвано бороться с явлениями вырождения в человеческом генофонде.

## Биография

### Происхождение
Гальтон был двоюродным братом Чарльза Дарвина по их деду — Эразму Дарвину. Его отцом был Самюэль Тертиус Гальтон, сын Самюэля «Джона» Гальтона. Семья Гальтон была известной и весьма успешной в сфере изготовления оружия и банкирском деле, в то время как Дарвины были известны в областях медицины и науки.
Среди представителей обоих семейств были члены Лондонского королевского общества, многие из них любили изобретать в свободное время. И Эразм Дарвин, и Самюэль Гальтон были одними из основателей знаменитого Лунного общества Бирмингема, членами которого были Мэттью Болтон, Джеймс Уатт, Джозайя Уэджвуд, Джозеф Пристли и другие выдающиеся учёные и предприниматели. Обладали они и литературными талантами: Эразм Дарвин был автором популярных технических трактатов (учебников) в стихотворной форме, а тётя Мари Анна Гальтон была известна своими работами по эстетике и религии и её знаменитой автобиографией, подробно описывающей уникальное окружение её детства, состоявшее из членов Лунного общества.

### Хронология
Рано проявил одарённость: с полутора лет знал все буквы алфавита, самостоятельно читал с двух с половиной лет, писал с трёх лет.
С 1838 обучается медицине: Бирмингемский госпиталь, медицинская школа Лондона, в 1839 «Кингс-колледж» — медицинское отделение.
В 1840 поступил в Кембриджский университет (Тринити-колледж) для занятий математикой и естественными науками.
В 1844 умер отец, Фрэнсис не завершил медицинское образование и всю оставшуюся жизнь посвятил научной деятельности.
В 1849 публикует первое научное сообщение, посвященное разработке печатного телеграфа — «телетайпа».
Много путешествовал, в том числе с экспедициями по Ближнему Востоку и Южной Африке.
В 1854 получил золотую медаль Географического общества за отчёт об африканском путешествии.
В 1855 публикует книги «Искусство путешествовать» и «Заметки о современной географии».
С 1856 член Королевского общества.
С конца 1850-х занимается климатологией и метеорологией.
Публикует работу о климате Занзибара. Первым начинает выпускать метеорологические карты Европы. Открывает феномен антициклона.
После выхода книги Происхождение видов своего двоюродного брата Чарльза Дарвина стал биологом.
В 1860-е разрабатывает проблему наследования различных признаков у человека и животных.
В 1864 выпустил «Путеводитель по Швейцарии».
В 1865 статьи: «Наследственный талант и характер», «Первые шаги в направлении к одомашниванию животных».
В 1869 книга «Наследственный гений» — венец научной работы одного из периодов его творчества. В книге проанализирован обширный материал по «выдающимся людям». В рассуждениях он подошёл к пониманию феномена нормального распределения признаков в человеческой популяции (это открытие приписывают Кетле).
В 1872 статья «Стадность у коров и человека».
В конце 1870-х разрабатывает методологию психометрических исследований. Публикует множество статей, изобретает первые приборы для психометрических опытов (в том числе свисток Гальтона).
В 1884 на Международной выставке здравоохранения в Кенсингтоне открывает первую в мире антропометрическую лабораторию. Разрабатывает методику составных портретов.
После публикаций в Nature Г. Фулдса и У. Гершеля в 1880 начинает интересоваться кожными узорами на пальцах человека.
В 1892 монография об отпечатках пальцев «Finger prints» подводит итог исследованиям в этой области и закладывает основные принципы дерматоглифики (неизменность пальцевых узоров в течение жизни, строгую индивидуальность и простую возможность классификации на три типа (дуги, петли, завитки). Занимается биологической статистикой, первым предложил метод вычисления коэффициента корреляции. Предложил закон регрессии наследственных признаков, обозначивший целую эпоху в доменделевской генетике.
В 1907 основывает Общество евгенического образования, ставшее первым евгеническим обществом в мире.
В последние годы жизни занимался разработкой основных положений науки евгеники о создании идеального во всех отношениях человека.

## Научные интересы и достижения
Он занимал пост генерального секретаря с 1863 по 1867 гг, президента Географического отдела — в 1867 и 1872 гг и президента антропологического отдела — в 1877 и 1885. Он был активным участником совета Королевского Географического общества в течение более чем сорока лет, в различных комитетах Королевского общества и на Метеорологическом совете.
Круг вопросов, которым сэр Гальтон посвящал своё время, был чрезвычайно широк. Он был очень эрудированным человеком, что позволило ему сделать серьёзный вклад во многих областях науки, включая метеорологию (антициклон и первые общедоступные погодные карты), статистику (регрессия и корреляция), психологию (синестезия), биологию (природа и механизмы наследственности) и криминалистику (отпечатки пальцев).
Высоко ценил и широко применял на практике математические методы. Многие открытия были сделаны им именно благодаря его склонности к подсчёту или измерению.

### Психология
Известен своими исследованиями человеческого интеллекта. Им он посвятил целую книгу «Исследование человеческих способностей и их развитие», в которой описаны основы психологического тестирования. Первым в академической литературе описал афантазию.

### Генетика
Занимался вопросами наследственности, первым начал изучение однояйцевых близнецов. Обнаружил, что некоторые человеческие признаки явственно передаются по наследству. Развивал учение о наследственной обусловленности индивидуально-психологических различий между людьми.
Именем Ф. Гальтона Жозеф Декен назвал род растений Гальтония (Galtonia) Decne. семейства Гиацинтовые.

### Акустика
Гальтон изобрёл один из первых источников ультразвука — свисток Гальтона, конструкция которого оказалась настолько простой и эффективной, что его модификации были использованы впоследствии и для генерации инфразвука.

### Дактилоскопия
Предоставил научное обоснование для использования отпечатков пальцев в криминалистике.
Сам метод опознания преступников по их отпечаткам пальцев был разработан в 1860-х годах Уильямом Гершелем в Индии, а его потенциальное использование в судебной практике было впервые предложено доктором Генри Фаулдсом в 1880 году. Но внедрению метода в судебную практику мешал недостаток уверенности в том, что у двух людей не может быть одинаковых отпечатков пальцев.
Именно Гальтон, проанализировав большое количество отпечатков пальцев, полученных от добровольцев, математически обосновал практическую невозможность совпадения отпечатков пальцев у людей.

### Евгеника
Некоторые идеи, которые сейчас относятся к сфере евгеники, существовали и до Гальтона. Он впервые систематизировал их на основе эволюционного учения. Он также ввёл термин «евгеника».
В «Происхождении видов» своего кузена Чарльза его больше всего заинтересовала одна из первых глав «Изменчивость у одомашненных животных». Вдохновлённый прочитанным, он принялся за тщательное статистическое исследование изменчивости и наследственности у людей. Результаты своей работы Гальтон изложил в книге «Наследственный гений» (англ. "Hereditary genius"), в которой он делает вывод о том, что у человека выдающегося гораздо больше шансов иметь выдающегося сына, чем у человека рядового. В качестве одного из примеров, подтверждающих такой вывод, Гальтон приводит статистические данные по английским судьям, в соответствии с которыми вероятность того, что сын известного судьи сам станет известным человеком, составляла 25 %, в то время как вероятность достижения такой же степени известности для сына наугад выбранного обычного человека составляла лишь 0,025 %. Предвидя возражения о том, что главную роль здесь играет не наследственность, а социальное положение, предоставляющее детям известных людей неизмеримо больше возможностей, Гальтон проанализировал историю римского католического папства, в котором веками существовал обычай усыновления Папой одного из своих племянников и всяческого дальнейшего покровительства такому приемному сыну. Статистические данные показали, что шансы таких приемных сыновей на достижение высокого положения соответствовали шансам именно племянников великих людей, в то время как такие же шансы у биологических детей выдающихся людей были намного выше.
Впоследствии выводы Гальтона были подтверждены американским биологом Фредириком Вудзом (Frederik Adams Woods), проанализировавшим родственные связи и «унаследованную известность» в королевских семьях Европы (Mental and Moral Heredity in Royalty, 1906 г.) и в двух группах знаменитых американцев (Heredity and the Hall of Fame, Popular Science Monthly, май 1913 г.). Эти публикации Вудза были веским возражением против утверждения о первостепенном значении социальных факторов, поскольку в них рассматривались экстремальные случаи их воздействия на индивида — максимальное благоприятствование в первом и «общество равных возможностей» во втором. В обоих случаях статистические данные свидетельствовали о том, что превосходство «идет из семьи», а бездарность и дегенерация наследуются королевскими отпрысками точно так же, как и всеми остальными людьми.
В своих исследованиях широко применял экспериментальные и статистические методы. Изобрёл ряд приборов и экспериментальных процедур («метод близнецов», метод анализа образной памяти, ассоциативный метод).
Для определения наследуемости способностей он изучил генеалогию выдающихся людей и установил, что среди их родственников процент талантливых людей (со способностями выше среднего) превышал средний процент среди остального населения.
В 1888 году научное общество «Ройял инститьюшен», заинтересовавшееся антропометрическим методом Бертильона, обратилось к Гальтону сделать оценку этого метода и выступить по этому вопросу на одном из заседаний общества. Гальтон принял приглашение, побывал в лаборатории у Бертильона. В своём докладе отметил тщательность проведения антропометрических обмеров и хорошую организацию. Но в докладе он отметил также, что, по всей видимости, кроме системы Бертильона, существует ещё один метод идентификации, а именно отпечатки пальцев.
Ещё в 1885 году он открыл в лондонском музее Саут-Кенингстог постоянную лабораторию, чтобы собирать статистические данные о мужчинах, женщинах и детях. Это ему нужно было для его занятий вопросами наследования физических и умственных особенностей и способностей. В лаборатории делались замеры размаха рук посетителей, роста, веса, силы рук, объём лёгких, оценивалась быстрота реакции, умение различать цвета, проверялись зрение и слух. После того, как Гальтон ознакомился со статьёй Гершеля и с его коллекцией отпечатков пальцев рук, распорядился, чтобы в лаборатории при музее стали снимать у посетителей ещё и отпечатки пальцев. Лаборатория в музее пользовалась успехом и интересом у посетителей, считалось хорошим тоном подвергнуться измерениям и исследованиям, которые проводил ассистент Гальтона, сержант Рэндл.
Через три года у Гальтона была коллекция отпечатков пальцев, значительно превосходящая коллекцию Гершеля. Гальтон убедился, что не было случая, чтобы узоры в отпечатках повторялись. Но его заинтересовал ещё один вопрос, до которого ни Фулдс, ни Гершель не дошли в своих исследованиях. Это идея использовать отпечатки пальцев не только для надёжной идентификации личности, но вместо бертильонажа создать систему их регистрации и каталогизации. При изучении исторических работ Гальтон установил, что вопросами классификации занимался, например, чешский профессор физиологии и патологии в Праге Ян Пуркине. В 1823 году в своей работе «К вопросу об исследовании физиологии и кожного покрова человека» предпринял попытку классифицировать бесчисленное множество отпечатков пальцев, которыми он заинтересовался во время своих обследований. Пуркине обратил внимание на большое число основных типов рисунков, которые повторялись в папиллярных узорах: спирали, эллипсы, круги, двойные завихрения и т. д.
Тщательным изучением большого количества узоров Гальтон убедился, что есть четыре основных типа, от которых происходят все прочие рисунки. Он постоянно встречал треугольное образование из папиллярных линий, находившееся в отпечатке либо слева, либо справа. Другие отпечатки имели по два или по нескольку треугольников. Были отпечатки, вообще не имевшие треугольников в своих узорах. Это явилось базой для создания системы дактилоскопической регистрации. В дальнейшем Эдвард Генри создаст дактилоскопическую формулу и основанную на ней систему классификации, за которой в криминалистике утвердится название Гальтона-Генри.
В 1853 году он получил высшую награду Королевского Географического Общества — одну из двух золотых медалей, вручаемых в том году, за его исследования и картографию юго-западной Африки. Он был избран членом престижного Атенеумского Клуба в 1855-м, а в 1860-м был принят в Товарищи Королевского Общества. На протяжении своей карьеры он получил все главные награды Викторианского научного учреждения. Он был посвящён в рыцари в 1909-м году, в том же году заболел туберкулёзом и 17 января 1911 года скончался.